# لوکا دورهولتز
لوکا دورهولتز (انگلیسی: Luca Dürholtz؛ زادهٔ ۱۸ اوت ۱۹۹۳) بازیکن فوتبال اهل آلمان است.
از باشگاه‌هایی که در آن بازی کرده‌است می‌توان به باشگاه فوتبال هولشتاین کیل، باشگاه فوتبال دینامو درسدن، و باشگاه فوتبال بایر ۰۴ لورکوزن اشاره کرد.
وی همچنین در تیم‌های ملی فوتبال Germany national under-16 football team و جوانان آلمان بازی کرده‌است.